# Показник кольору B−V

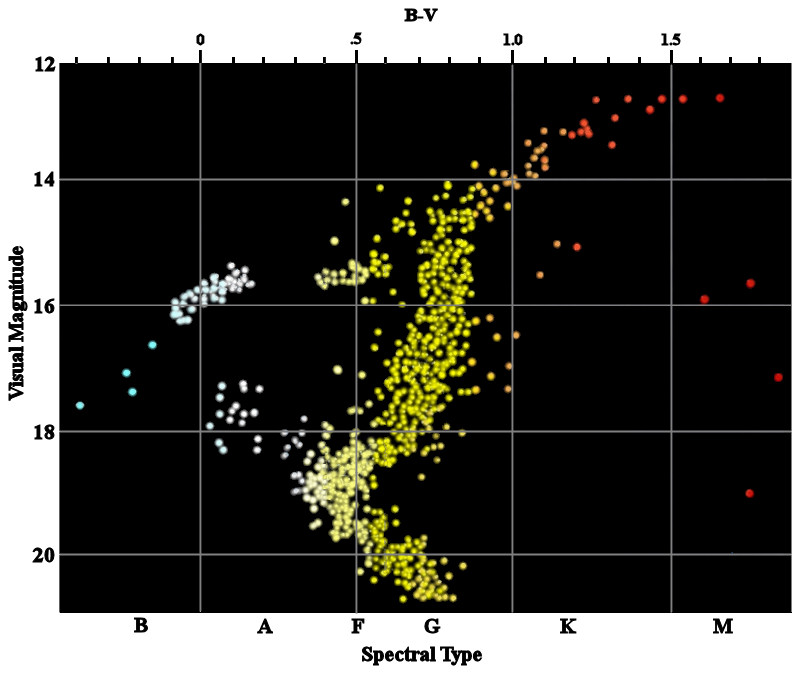
Показник кольору B−V (верхня горизонтальна вісь) зір кулястого скупчення M3

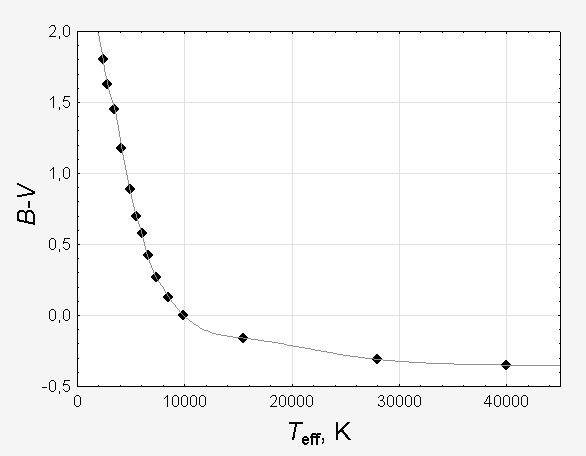
Залежність показника B−V від поверхневої температури зорі (для зір головної послідовності) за даними.

Показни́к ко́льору B−V — одна з поширених характеристик кольору астрономічних об'єктів. Визначається як різниця між зоряними величинами об'єкта, які виміряні у двох фотометричних смугах B і V системи Джонсона.
Показник кольору було запроваджено на початку XX сторіччя, коли з'ясувалося, що яскравість зір на фотопластинах відрізняється від спостережуваної візуально. Холодні зорі — червоні — виглядають яскравішими, коли їх спостерігати очима, а гарячі — блакитні та біло-блакитні — виходять яскравішими на фото. Справа в тому, що людське око найчутливіше до жовто-зеленого світла, у той час як фотоемульсія — до синього. Спочатку показник кольору (CI від англ. Color Index) визначали як різницю між фотографічною та візуальною зоряними величинами. Із запровадженням триколірної фотометричної системи Джонсона виникла можливість застосовувати два незалежні показники кольору: B−V та U−B.
Як і інші показники кольору, B−V характеризує розподіл енергії в спектрі. Зорі та інші об'єкти випромінюють різну кількість енергії в різних спектральних діапазонах. Відповідно до закону Віна максимум випромінювання гарячих зір припадає на синю (або навіть ультрафіолетову) ділянку спектра, а в жовто-зеленому світлі їх випромінювання слабше. Для холодних об'єктів максимум випромінювання лежить у червоній або інфрачервоній смузі, жовтого світла вони випромінюють менше, а синього — ще менше. Тому колір зорі можна охарактеризувати різницею між зоряними величинами, які виміряно в різних діапазонах.
Величина B (блиск об'єкта в «синьому» діапазоні) вимірюється за допомогою стандартного фільтру B-діапазону (максимум чутливості на довжині хвилі 435 нм), а величина V («візуальна») — за допомогою фільтра V-діапазону (максимум чутливості припадає на зелений колір із довжиною хвилі 555 нм). Оскільки фільтр V фотометричної системи близький до діапазону чутливості ока, а фільтр B — до діапазону чутливості фотопластинки, значення показників CI та B−V майже збігаються.
Система UBV визначена таким чином, що для білих зір спектрального класу A0V зоряні величини в усіх 3-х смугах — U, B, V — рівні. Отже, показники кольору B−V і U−B цих зір дорівнюють нулю.
Холодні об'єкти випромінюють синього світла менше, ніж жовтого, тому їх зоряна величина в синьому діапазоні (B) більша, ніж у візуальному (V). Отже, для них B−V > 0. Гарячі (блакитні) об'єкти, навпаки, мають B−V < 0. У найгарячіших блакитних зір B−V сягає −0,35m, а у найхолодніших червоних — +2m—+3m, іноді й більше. Дуже насичений червоний колір і, відповідно, великий B−V у вуглецевих зір. Наприклад, T Ліри має B−V ≈ 5,46m.
За показником кольору зорі можна зробити приблизні висновки про її температуру. Чим більший показник кольору, тим холодніша зоря (і тим пізніший спектральний клас вона має). Втім, ця залежність добре дотримується для гарячих зір, але погано — для холодних (у останніх на колір впливає, зокрема, хімічний склад — наприклад, у вуглецевих зір).
У міжзоряному середовищі синє світло поглинається сильніше за червоне або жовто-зелене. Тому спостережуваний показник кольору деяких зір, особливо далеких, збільшується за рахунок міжзоряного поглинання. Це явище аналогічне до почервоніння Сонця біля горизонту.
| Зоря          | Спектральний клас | колір          | B−V, зор.вел. |
| ------------- | ----------------- | -------------- | ------------- |
| Шаула (λ Sco) | B1,5-2            | біло-блакитний | −0,23         |
| Беллатрикс    | B2                | біло-блакитний | −0,22         |
| Спіка         | B1/B2             | біло-блакитний | −0,13         |
| Рігель        | B8                | біло-блакитний | −0,03         |
| Вега          | A0                | білий          | 0,00          |
| Сіріус        | A1                | білий          | +0,01         |
| Проціон       | F5                | жовтуватий     | +0,42         |
| Сонце         | G2                | жовтий         | +0,65         |
| Арктур        | K1,5              | жовтогарячий   | +1,22         |
| Альдебаран    | K5                | жовтогарячий   | +1,54         |
| Бетельгейзе   | M2                | червоний       | +1,86         |
| Антарес       | M1,5              | червоний       | +1,87         |
| Мю Цефея      | M2                | червоний       | +2,26         |